# Château de Loubersan
Le château de Loubersan est un château médfiéval situé dans la commune de Loubersan, département du Gers en Occitanie.

## Description
Bâtiments
Le corps de logis principal, construit en pierre jaune, domine la vallée.
Des fortifications restent du côté nord les deux tours reliées par le mur d'enceinte. Sur les autres côtés elles ont été remplacées par d'un côté des cuisines, de l'autre une chapelle au plafond peint en bleu de Lectoure (pastel des teinturiers). 
Les oubliettes, cachots et souterrains font partie intégrante de son architecture.
Parc et jardins
De nombreux arbres d'essences rares ont été rapportés par M. de Dillon de ses voyages en Orient dont des cédres et des acacias.
Une statue de la Vierge protégeant le visiteur à l'entrée de l'allée cavalière évoque l'antique pèlerinage qui emmenait, de village en village, les fidèles autrefois.

## Histoire
Le château de Loubersan a été édifié au XIe siècle sous forme de manoir fortifié, par la famille de Lobersan, donatrice à l'abbaye de Berdoues, durant plus de trois siècles (cf. cartulaire de Berdoues), c'est un long bâtiment avec des meurtrières au rez-de-chaussée, les grandes ouvertures n'étant qu'au premier étage, de part et d'autre de la "salle" et des logis seigneuriaux, il est surmonté par un chemin de ronde, cerné de mâchicoulis. Il reste dans cette famille durant quatre siècles. Il sera le temps d'une génération aux Castelbajac (1342)  avant que ceux-ci n'investissent Monlaur-Bernet. Les armes de cette famille sont encore présentes sur une tour ronde dans la cour carrée.
L’ensemble est alors entouré de douves en eaux.
La chapelle seigneuriale est alors à l'est hors de l'enceinte, entourée du cimetière. Le village est alors au sud-est du château dans une combe.
Le grand bouleversement architectural se fait au XVe siècle avec l'arrivée d'un grand seigneur : Galaubie de Panassac, sénéchal de Guyenne, qui de retour de son épopée avec Jeanne d'Arc aux côtés de Galard, Xaintrailles, la Hire, transforme l'antique manoir en forteresse imprenable. La construction vers le nord d'une enceinte carrée de plus de 5 mètres de haut, et la ponctuation de deux tours massive aux angles, font du château de Loubersan une place forte, remarquable et rare dans le paysage bigourdan.
L'appareillage militaire des tours est impressionnant, plus de 26 bouches à feu les ponctuent (Jean et Gaspard Bureau introduisent l'artillerie dans l'ost royale, amenant à l'ultime victoire de Castillon) rendant tout assaut improbable.
Fait assez rare pour être noté, les tours rondes sont carrées à l'intérieur et leurs murs font jusqu'à 1,90 m de large.
Loubersan est avec le château du Garrané le verrou qui protège Mirande.
La famille d'Antras possède le château au XVIIe puis un procès l'oppose aux Rohan-Chabot, qui transforment Loubersan en rendez-vous de chasse.
Au XVIIIe, c'est la famille de Bourdonnié qui, après avoir acheté l'antique demeure, fait de regrettables travaux afin de la « moderniser ». La tour carrée est détruite, ainsi que deux des murs d'enceinte et le bâtiment nord, dit « de garnison » est aussi abattu, tronquant ainsi le « plus grand cachot du Gers » afin de créer l'entrée au sud.
De nombreuses dépouilles et ossements humains furent trouvés durant les travaux, datant du Moyen Âge, temps où l'on disait aux gens de passage « si tu vas au château de Lobersan, avant d'y entrer dis adieu à la lumière ! ».
C'est à cette époque que les murs est et ouest sont substitués à l'est par les cuisines et à l'ouest par la nouvelle chapelle.
Durant les guerres de Napoléon, la guerre d'Espagne, le château sert de prison aux gendarmes qui traquent les déserteurs, nombreux y sont exécutés, les cachots recèlent encore les graffitis des malheureux.
Au XXe siècle le destin de Loubersan bascule, le château sert tour à tour de ferme, de stock à grain, et temporairement de refuge pour des enfants.
L'acteur Jean Marais y sera en garnison.
Il a été racheté en  1996 par le couturier Jean-Charles de Castelbajac.
Le château ne se visite pas.